# Four des Casseaux
Four des Casseaux es uno de los cinco últimos hornos de porcelana de la población de Limoges, mundialmente conocida por su industria de porcelana, realizado en el siglo XIX. Es el único clasificado como Monumento histórico de Francia. Se encuentra en la calle Donzelot, cerca del borde del río Vienne, adyacente a la fábrica de porcelana de Limoges.
Fue construido en 1884 y realizado en ladrillos, tiene un diámetro de 7,74 metros, Su edificación fue hecha para la antigua empresa de François Alluaud fundada en 1798, cuya manufactura siguió bajo la dirección de la familia hasta que en 1876 fue vendida a Charles Field Haviland, esposo de una nieta de Alluaud. Field Haviland tuvo que ceder la empresa a la sociedad Gérard Dufraisseix et Morel. El horno perdió su utilidad con la adopción en 1959 de la técnica de la cocción a gas. Se decidió mantener el horno, como testigo de la tradición porcelánica de la ciudad.
El horno recibió la clasificación de Monumento histórico de Francia con fecha 6 de julio de 1987.